# Amalia Chaverri Fonseca
Amalia Chaverri Fonseca (San José, 1941) es una profesora y funcionaria pública de Costa Rica,. integrante de la Academia Costarricense de la Lengua.

## Biografía
Estudió en la Universidad de Costa Rica, donde obtuvo una maestría en Literatura Hispanoamericana. 

Ha sido profesora de la Universidad de Costa Rica, en el campo de los estudios literarios, en especial de la literatura hispanoamericana. Es autora de importantes estudios sobre las letras latinoamericanas y costarricenses, publicados en revistas académicas nacionales e internacionales. Coordinó y dirigió la realización del libro El Quijote entre nosotros, que obtuvo el Premio Nacional Aquileo J. Echeverría en la rama de libro no ubicable (2005). 

Fue directora del Museo de Arte Costarricense (1998-2002) y Viceministra de Cultura, Juventud y Deportes (2002-2006), cargo en cuyo ejercicio logró que la UNESCO declarara al boyeo y la carreta pintada costarricenses como patrimonio intangible de la humanidad. 

Ingresó en la Academia Costarricense de la Lengua en 2006 (silla B), con un discurso titulado La literatura: entramado de ficciones. 